# Weiße Rose
De Weiße Rose, Nederlands: Witte Roos, was een Duitse verzetsgroep tijdens de Tweede Wereldoorlog. De groep riep op tot geweldloos verzet tegen het naziregime. De groep bestond uit vijf studenten: Willi Graf, Christoph Probst, Alexander Schmorell, Hans Scholl en Sophie Scholl en enkele professoren, onder wie Kurt Huber en Carl Muth van de Universiteit van München. In de periode van juni 1942 tot februari 1943 drukten en verspreidden ze zes anti-oorlogspamfletten in grote Duitse en Oostenrijkse steden: Hamburg en Berlijn tot Innsbruck en Wenen. De groep werd geïnspireerd door zowel katholieke, orthodoxe en protestante vormen van het christendom als door idealen van vrijheid en pacifisme.

## Geschiedenis van de Weiße Rose

### Voorgeschiedenis
Als kind waren Hans en Sophie Scholl aanvankelijk enthousiaste leden van nazistische jeugdbewegingen, maar zij raakten teleurgesteld door gewelddadige en racistische incidenten. In 1939 werd het tweetal door de Gestapo gearresteerd op verdenking van lidmaatschap van een illegale jeugdorganisatie. Alle jeugdorganisaties behalve de Hitlerjugend waren door de nazi's illegaal verklaard.

### Zes pamfletten
De eerste vier pamfletten werden verspreid tussen juni en juli 1942. De toon van de teksten was intellectueel met citaten van klassieke schrijvers als Novalis, Schiller, Goethe, Aristoteles en Laozi. Lezers werden opgeroepen de pamfletten te kopiëren en verder te verspreiden.
De beweging kreeg navolging in Hamburg waar een aparte afdeling van de Weiße Rose werd opgericht. Tijdens de zomer van 1942 viel de groep stil omdat drie leden in dienst werden opgeroepen om aan het oostfront te vechten. In oktober 1942 keerden ze echter terug, vastbesloten om de Weiße Rose te laten uitgroeien tot een permanente verzetsgroep. Een ontmoeting met een vertegenwoordiger van de actieve verzetsbeweging Die Rote Kapelle, Het Rode Orkest, werd opgezet met het oog op een nauwere samenwerking met het eigenlijke verzet.
In januari 1943 werd het vijfde pamflet van de Weiße Rose verspreid, met als thema dat Hitler de oorlog nu niet meer kon winnen, alleen verlengen. In het toekomstige Duitsland zou het Pruisisch militarisme nooit meer aan de macht mogen komen. Daarom moest Duitsland een federatie worden. Dit is uitgekomen, na de oorlog werd West-Duitsland een federatie van de verschillende deelstaten. Ook Europa moest op federale basis worden opgebouwd. Het idee was een voorloper van de gedachte van de EEG. De vrijheden van meningsuiting en geloof en bescherming van het individu moesten de grondslagen van een vrij Europa worden.
Op 13 januari 1943 leidde een toespraak van de plaatselijke nazi-gouwleider aan de Universiteit van München tot de eerste studentendemonstratie tegen de nazi's in München.
Begin februari ging de groep over tot het kalken van leuzen tegen de nazi's op de universiteitsmuren. Op 18 februari 1943, kort na de nederlaag van de Duitse troepen in Stalingrad, verspreidden Hans en Sophie Scholl het zesde en laatste pamflet van de Weiße Rose in het gebouw van de Universiteit van München. "Bedankt, Führer" voor de zinloze dood van 330.000 Duitse mannen in de slag om Stalingrad. Citaat:
"De dag van de afrekening is gekomen, de afrekening van de Duitse jeugd met de verfoeilijkste tirannie die ons volk ooit heeft ondergaan. In naam van het gehele Duitse volk vragen we aan de staat van Adolf Hitler onze persoonlijke vrijheid terug, het kostbaarste bezit van de Duitsers, omdat hij ons op de erbarmelijkste manier bedrogen heeft."
Sophie Scholl gooide honderden exemplaren van boven in de hal naar beneden. Broer en zus werden betrapt door de conciërge die lid was van de NSDAP, gearresteerd en overgebracht naar het hoofdkwartier van de Gestapo. Christoph Probst werd de dag erop gearresteerd, de rest van de groepsleden iets later. Hans en Sophie verzwegen de namen van de andere groepsleden voor hun ondervragers.

### Proces en executie

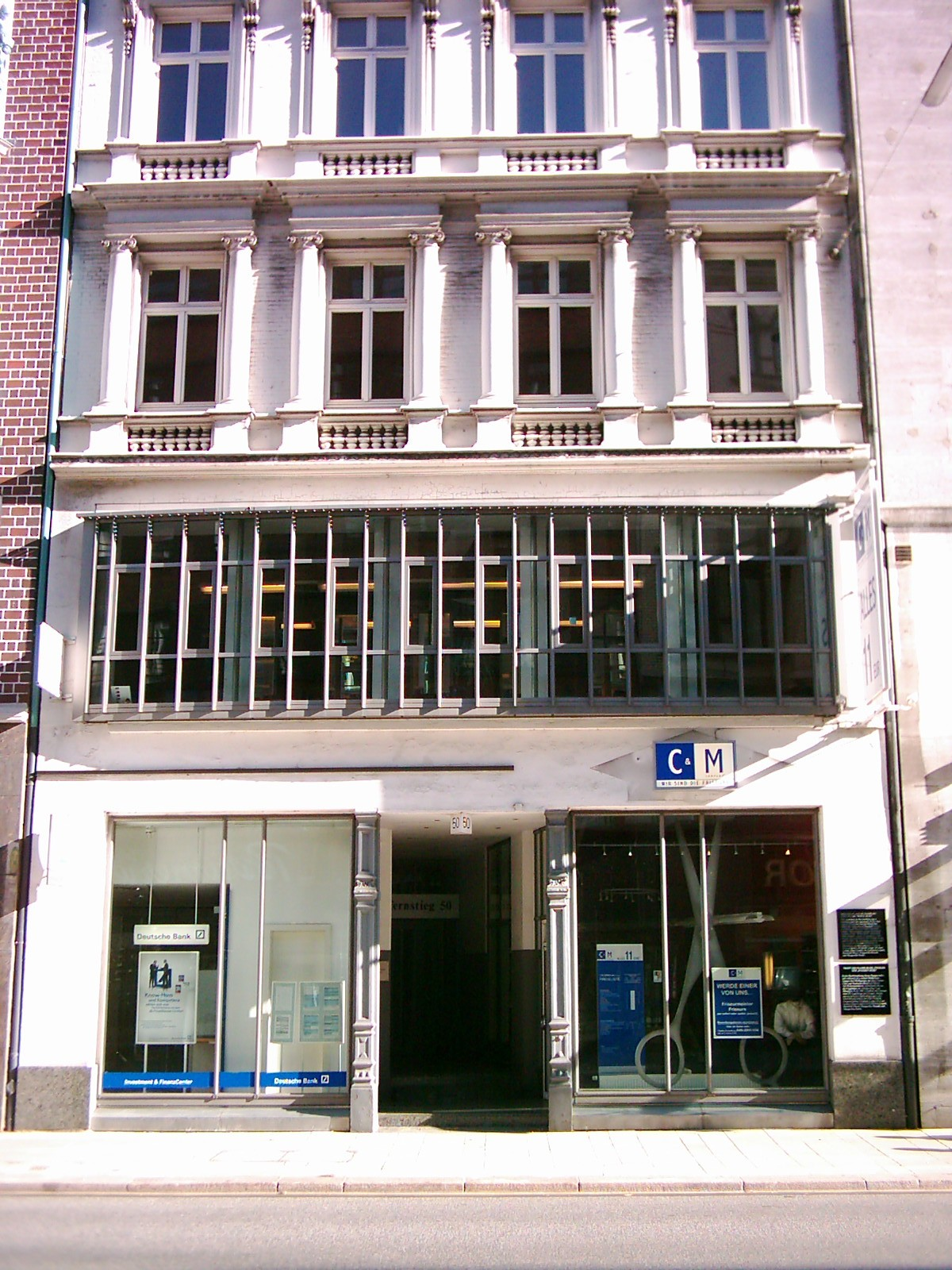
Trefpunt van die Weiße Rose in oorlogstijd in Hamburg

Op 22 februari 1943 werd het proces tegen Sophie en Hans Scholl gehouden. Rechter Roland Freisler, president van het Volksgerichtshof, kwam speciaal uit Berlijn om hen te berechten. Het proces werd achter gesloten deuren gehouden en beiden werden samen met Christoph Probst tot de guillotine veroordeeld. Alle drie arriveerden gewond op de zitting, omdat zij al enkele dagen door de Gestapo waren mishandeld in een mislukte poging achter de namen van de andere groepsleden te komen. De doodstraf werd diezelfde dag nog voltrokken. Christoph nam afscheid van zijn vrienden met de woorden "In wenigen Minuten sehen wir uns in der Ewigkeit wieder." We zien elkaar over enkele minuten terug in de eeuwigheid. De laatste woorden van Hans Scholl voor zijn executie waren "Es lebe die Freiheit!"', Lang leve de vrijheid!
Op 19 april werden Kurt Huber, Willi Graf en Alexander Schmorell ter dood veroordeeld.
Hans en Sophie werden op 24 februari begraven op het Perlach-kerkhof ten zuiden van München. Graffiti met de leuze "Und ihr Geist lebt trotzdem weiter!", En hun geest leeft nochtans verder!, verscheen op de muren van het dorpje.

### Verspreiding door RAF
Het zesde pamflet werd door Helmuth von Moltke via Scandinavië naar Engeland gesmokkeld en door de RAF boven Duitsland in 1,5 miljoen exemplaren uitgestrooid onder de titel Ein deutsches Flugblatt - Manifest der Münchner Studenten.
De herkomst van de naam Weiße Rose houdt verband met de symboliek van de witte roos. De witte roos staat namelijk voor puurheid, reinheid, onschuld etc.

## Eerbetoon
Het belangrijkste plein voor het hoofdgebouw van de Universiteit van München draagt de naam Geschwister-Scholl-Platz, als eerbetoon aan de protestbeweging. De andere kant van het plein is naar Kurt Huber genoemd, de inspirator van de Weiße Rose, en heet Professor-Huber-Platz.
Sophie Scholl kreeg een eigen gedenkplaat op de Franz-Joseph-Straße in München. Ook is zij in  2003  geëerd door plaatsing van een borstbeeld  van haar in de ooit als zeer Duits geldende eretempel Walhalla (Donaustauf). In een bijgeplaatste tekst wordt haar moed in het verzet tegen het nationaalsocialisme geroemd.
Op 5 februari 2012 werd Alexander Schmorell heilig verklaard als Nieuwe Martelaar door de Russisch-Orthodoxe Kerk in het Buitenland.

## Boek
Inge Scholl, de zus van Hans en Sophie, heeft het verhaal van haar broer en zus en Die weiße Rose later opgeschreven. Het boek heeft de naam van de verzetsgroep.

## Verfilmingen
Er zijn verscheidene films gemaakt met de beweging als onderwerp:
- Die weiße Rose, 1982, van Michael Verhoeven
- Fünf letzte Tage, 1982, van Percy Adlon
- Sophie Scholl - die letzten Tage,[1] 2005, van Marc Rothemund

Deze laatste film is grotendeels gebaseerd op de transcripties van de ondervragingen en het proces, die zich voordien in de archieven van de DDR bevonden. Op het filmfestival van Berlijn werden de regisseur en de hoofdactrice Julia Jentsch met een Zilveren Beer bekroond.

## Bron
- (en)  Anton Gill, "PROTEST OF YOUTH" - The White Rose. .